# Бекетов Олександр Володимирович
Олександр Володимирович Бекетов (рос. Александр Владимирович Бекетов, нар. 14 березня 1970, Воскресенськ, Московська область, Росія) — російський фехтувальник на шпагах, олімпійський чемпіон (1996 рік) та срібний (1996 рік) призер Олімпійських ігор.

## Виступи на Олімпіадах
| Олімпіада    | Дисципліна          | Місце |
| ------------ | ------------------- | ----- |
| Атланта 1996 | індивідуальна шпага | 1     |
| Атланта 1996 | командна шпага      | 2     |